# Ewa Kłobukowska
Ewa Janina Kłobukowska, född 1 oktober 1946 i Warszawa, är en före detta polsk kortdistanslöpare. Hon vann två medaljer vid de olympiska spelen 1964 i Tokyo, ett guld i 4 x 100 m och ett brons i 100 m. Hon vann även tre medaljer vid europamästerskapen i friidrott 1966 i Budapest. Hon satte även världsrekordet på 100 m vid tävlingar i Prag 1965.
Kłobukowska är också den första olympiska friidrottaren som inte blivit godkänd i ett könstest. Ett test 1967 visade att hon hade en kromosom för mycket och hon stängdes av från all idrott. Hon frikändes 1968 efter att hon blivit gravid och fött en son.